# Klubowy Puchar Europy w szachach (2011)
2011 – dwudziesty siódmy sezon Klubowego Pucharu Europy w szachach. Rozgrywki odbyły się w Rogaškiej Slatinie w dniach 25 września–1 października 2011 roku. Tytuł zdobył rosyjski SPBSzF Petersburg.

## Format rozgrywek
Turniej odbywał się systemem szwajcarskim na dystansie siedmiu rund. W przypadku identycznej liczby punktów decydowała łączna liczba punktów uzyskanych przez zawodników, a przy dalszej równości – system Buchholza.

## Uczestnicy
W nawiasie podano średni ranking Elo. Źródło: OlimpBase

- Butrinti Saranda (2108)
- Veleçiku Koplik (1797)
- e2e4.org.uk (2196)
- White Rose Chess Club (2234)
- Mika Erywań (2629)
- SK Advisory Invest Baden (2330)
- SOCAR-Azerbaijan (2718)
- KSK 47 Eynatten (2450)
- KSK Rochade Eupen-Kelmis (2361)
- La Tour d’Ans-Loncin (2360)
- Wieśninka-Gran Mińsk (2482)
- Bosna Sarajewo (2585)
- Glasinac Sokolac (2213)
- Najden Wojnow Widyń (2418)
- G-Team Nový Bor (2628)
- Slavoj Ostrawa-Poruba (2190)
- Jetsmark SK (2287)
- K41 (2230)
- Expik Prisztina (2045)
- Shqiponja Stanoc (1379)
- Aatos Helsinki (2300)
- Tammer-Shakki (2309)
- Marseille-Echecs (2275)
- Gros XT (2539)
- Accres Apeldoorn (2346)
- Leidsch SG (2303)
- SV Voerendaal (2295)
- Adare Chess Club (2001)
- Gonzaga Chess Club (2152)
- Taflfélag Bolungarvíkur (2395)
- Taflfélagið Hellir (2354)
- Beer Sheva Chess Club (2537)
- VŠŠSM Wilno (2253)
- De Sprénger Echternach (2289)
- Le Cavalier Differdange (2151)
- Gambit-Aseko Skopje (2416)
- Perfect (2247)
- OSG Baden-Baden (2697)
- SF Berlin 1903 (2339)
- SG Solingen (2334)
- Asker SK (2303)
- Oslo SS (2464)
- Ekonomist-SGSEU Saratów (2702)
- Jugra Chanty-Mansyjsk (2690)
- SPBSzF Petersburg (2699)
- SzSM-64 Moskwa (2714)
- Tomsk-400 (2686)
- Slávia Caissa Czadca (2286)
- ŠD Radenska Pomgrad (2280)
- ŠD Tehcenter Ptuj (2482)
- ŽŠK Maribor (2556)
- Edinburgh Chess Club (2180)
- SF Reichenstein (2400)
- SG Zürich (2407)
- Lunds ASK (2464)
- İSEK Aquamatch SK (2065)
- Yapı Kredi SK (2160)
- A DAN DZO & PGMB Czernihów (2659)
- SztrafBat Ługańsk (2297)
- Nidum Liberals (2009)
- Haladás VSE Szombathely (2441)
- Libertas Nereto (2459)

## Rozgrywki

### Runda 1
Źródło: OlimpBase
25 września 2011
| SG Solingen – SOCAR-Azerbaijan ½:5½                |
| SzSM-64 Moskwa – SK Advisory Invest Baden 5½:½     |
| Tammer-Shakki – Ekonomist-SGSEU Saratów 0:6        |
| SPBSzF Petersburg – Asker SK 5½:½                  |
| Leidsch SG – OSG Baden-Baden 0:6                   |
| Jugra Chanty-Mansyjsk – Aatos Helsinki 6:0         |
| SztrafBat Ługańsk – Tomsk-400 ½:5½                 |
| A DAN DZO & PGMB Czernihów – SV Voerendaal 4½:1½   |
| De Sprénger Echternach – Mika Erywań 1:5           |
| G-Team Nový Bor – Jetsmark SK 5:1                  |
| Slávia Caissa Czadca – Bosna Sarajewo 1½:4½        |
| ŽŠK Maribor – ŠD Radenska Pomgrad 4½:1½            |
| Marseille-Echecs – Gros XT 3:3                     |
| Beer Sheva Chess Club – VŠŠSM Wilno 4½:1½          |
| Perfect – Wieśninka-Gran Mińsk ½:5½                |
| ŠD Tehcenter Ptuj – White Rose Chess Club 5:1      |
| K41 – Lunds ASK 2:4                                |
| Oslo SS – Glasinac Sokolac 4:2                     |
| e2e4.org.uk – Libertas Nereto 2:4                  |
| KSK 47 Eynatten – Slavoj Ostrawa-Poruba 5:1        |
| Edinburgh Chess Club – Haladás VSE Szombathely 2:4 |
| Najden Wojnow Widyń – Yapı Kredi SK 3½:2½          |
| Gonzaga Chess Club – Gambit-Aseko Skopje 1:5       |
| SG Zürich – Le Cavalier Differdange 5½:½           |
| Butrinti Saranda – SF Reichenstein 2½:3½           |
| Taflfélag Bolungarvíkur – İSEK Aquamatch SK 4½:1½  |
| Nidum Liberals – KSK Rochade Eupen-Kelmis ½:5½     |
| La Tour d’Ans-Loncin – Adare Chess Club 5½:½       |
| Veleçiku Koplik – Taflfélagið Hellir 1½:4½         |
| Accres Apeldoorn – Expik Prisztina 5½:½            |
| Shqiponja Stanoc – SF Berlin 1903 ½:5½             |

### Runda 2
Źródło: OlimpBase
26 września 2011
| SOCAR-Azerbaijan – Libertas Nereto 5½:½              |
| Oslo SS – SzSM-64 Moskwa 1:5                         |
| Ekonomist-SGSEU Saratów – SF Reichenstein 6:0        |
| Lunds ASK – SPBSzF Petersburg ½:5½                   |
| OSG Baden-Baden – Najden Wojnow Widyń 5½:½           |
| Haladás VSE Szombathely – Jugra Chanty-Mansyjsk ½:5½ |
| Tomsk-400 – Taflfélagið Hellir 5½:½                  |
| Accres Apeldoorn – A DAN DZO & PGMB Czernihów 0:6    |
| Mika Erywań – KSK 47 Eynatten 5:1                    |
| Bosna Sarajewo – La Tour d’Ans-Loncin 5:1            |
| KSK Rochade Eupen-Kelmis – ŽŠK Maribor 1:5           |
| SG Zürich – Beer Sheva Chess Club 1:5                |
| Wieśninka-Gran Mińsk – Taflfélag Bolungarvíkur 5½:½  |
| Gambit-Aseko Skopje – SF Berlin 1903 1½:4½           |
| Marseille-Echecs – G-Team Nový Bor 1:5               |
| Gros XT – ŠD Tehcenter Ptuj 2:4                      |
| De Sprénger Echternach – SG Solingen 1½:4½           |
| SK Advisory Invest Baden – Veleçiku Koplik 4:2       |
| K41 – Tammer-Shakki 1:5                              |
| Asker SK – İSEK Aquamatch SK 1½:4½                   |
| Butrinti Saranda – Leidsch SG 2:4                    |
| Aatos Helsinki – Yapı Kredi SK 3½:2½                 |
| VŠŠSM Wilno – SztrafBat Ługańsk 3:3                  |
| SV Voerendaal – Nidum Liberals 4½:1½                 |
| Jetsmark SK – Gonzaga Chess Club 4:2                 |
| Le Cavalier Differdange – Slávia Caissa Czadca 2:4   |
| ŠD Radenska Pomgrad – Perfect 2:4                    |
| White Rose Chess Club – Slavoj Ostrawa-Poruba 3½:2½  |
| Glasinac Sokolac – Shqiponja Stanoc 5½:½             |
| Expik Prisztina – e2e4.org.uk 1½:4½                  |
| Adare Chess Club – Edinburgh Chess Club 2½:3½        |

### Runda 3
Źródło: OlimpBase
27 września 2011
| Bosna Sarajewo – SOCAR-Azerbaijan 3½:2½            |
| SzSM-64 Moskwa – A DAN DZO & PGMB Czernihów 4½:1½  |
| ŠD Tehcenter Ptuj – Ekonomist-SGSEU Saratów 1½:4½  |
| SF Berlin 1903 – SPBSzF Petersburg 0:6             |
| Beer Sheva Chess Club – OSG Baden-Baden 1:5        |
| Jugra Chanty-Mansyjsk – ŽŠK Maribor 3½:2½          |
| G-Team Nový Bor – Tomsk-400 2½:3½                  |
| Mika Erywań – Wieśninka-Gran Mińsk 5:1             |
| İSEK Aquamatch SK – Lunds ASK 1:5                  |
| SG Solingen – Oslo SS 1½:4½                        |
| Libertas Nereto – Accres Apeldoorn 3:3             |
| KSK 47 Eynatten – SK Advisory Invest Baden 3:3     |
| Haladás VSE Szombathely – SV Voerendaal 3:3        |
| Najden Wojnow Widyń – KSK Rochade Eupen-Kelmis 3:3 |
| SF Reichenstein – Gambit-Aseko Skopje 3½:2½        |
| Leidsch SG – SG Zürich 1½:4½                       |
| Taflfélagið Hellir – Taflfélag Bolungarvíkur 3:3   |
| La Tour d’Ans-Loncin – White Rose Chess Club 3:3   |
| Edinburgh Chess Club – Tammer-Shakki 1½:4½         |
| Aatos Helsinki – Glasinac Sokolac 1:5              |
| Slávia Caissa Czadca – Jetsmark SK 2½:3½           |
| e2e4.org.uk – Perfect 3:3                          |
| SztrafBat Ługańsk – Gros XT 0:6                    |
| VŠŠSM Wilno – Marseille-Echecs 1½:4½               |
| Slavoj Ostrawa-Poruba – Asker SK 1½:4½             |
| Gonzaga Chess Club – De Sprénger Echternach 1:5    |
| Expik Prisztina – ŠD Radenska Pomgrad 2:4          |
| Adare Chess Club – K41 4½:1½                       |
| Yapı Kredi SK – Shqiponja Stanoc 4½:1½             |
| Veleçiku Koplik – Le Cavalier Differdange 2:4      |
| Nidum Liberals – Butrinti Saranda 2:4              |

### Runda 4
Źródło: OlimpBase
28 września 2011
| Jugra Chanty-Mansyjsk – SzSM-64 Moskwa 2½:3½           |
| Ekonomist-SGSEU Saratów – Tomsk-400 2½:3½              |
| SPBSzF Petersburg – Bosna Sarajewo 3½:2½               |
| OSG Baden-Baden – Mika Erywań 4:2                      |
| SOCAR-Azerbaijan – SF Reichenstein 5½:½                |
| A DAN DZO & PGMB Czernihów – Oslo SS 4½:1½             |
| Tammer-Shakki – G-Team Nový Bor 1:5                    |
| ŽŠK Maribor – Lunds ASK 2½:3½                          |
| Wieśninka-Gran Mińsk – SF Berlin 1903 4:2              |
| SG Zürich – ŠD Tehcenter Ptuj 2½:3½                    |
| Glasinac Sokolac – Jetsmark SK 4:2                     |
| Najden Wojnow Widyń – Beer Sheva Chess Club 1:5        |
| SV Voerendaal – Libertas Nereto 1:5                    |
| KSK 47 Eynatten – Haladás VSE Szombathely 3:3          |
| Taflfélag Bolungarvíkur – Marseille-Echecs 4:2         |
| KSK Rochade Eupen-Kelmis – White Rose Chess Club 4½:1½ |
| Perfect – La Tour d’Ans-Loncin 2:4                     |
| Taflfélagið Hellir – Accres Apeldoorn 4:2              |
| SK Advisory Invest Baden – e2e4.org.uk 4:2             |
| Gros XT – Edinburgh Chess Club 3½:2½                   |
| Gambit-Aseko Skopje – Aatos Helsinki 3:3               |
| ŠD Radenska Pomgrad – SG Solingen 1:5                  |
| Asker SK – Slávia Caissa Czadca 6:0                    |
| Yapı Kredi SK – Leidsch SG 3:3                         |
| Le Cavalier Differdange – De Sprénger Echternach 2½:3½ |
| İSEK Aquamatch SK – Adare Chess Club 4:2               |
| Butrinti Saranda – VŠŠSM Wilno 2:4                     |
| Gonzaga Chess Club – SztrafBat Ługańsk 2:4             |
| K41 – Expik Prisztina 3½:2½                            |
| Slavoj Ostrawa-Poruba – Nidum Liberals 4:2             |
| Shqiponja Stanoc – Veleçiku Koplik 3:3                 |

### Runda 5
Źródło: OlimpBase
29 września 2011
| SzSM-64 Moskwa – OSG Baden-Baden 2½:3½                  |
| Tomsk-400 – SPBSzF Petersburg 1½:4½                     |
| Lunds ASK – SOCAR-Azerbaijan 1½:4½                      |
| Beer Sheva Chess Club – Ekonomist-SGSEU Saratów 1½:4½   |
| ŠD Tehcenter Ptuj – Jugra Chanty-Mansyjsk ½:5½          |
| A DAN DZO & PGMB Czernihów – Wieśninka-Gran Mińsk 3½:2½ |
| Mika Erywań – Glasinac Sokolac 4½:1½                    |
| G-Team Nový Bor – Bosna Sarajewo 3:3                    |
| SK Advisory Invest Baden – Gros XT 0:6                  |
| La Tour d’Ans-Loncin – Taflfélag Bolungarvíkur 1:5      |
| KSK Rochade Eupen-Kelmis – Taflfélagið Hellir 3:3       |
| Libertas Nereto – Tammer-Shakki 4½:1½                   |
| SF Reichenstein – ŽŠK Maribor 2½:3½                     |
| Oslo SS – İSEK Aquamatch SK 4:2                         |
| De Sprénger Echternach – KSK 47 Eynatten ½:5½           |
| Haladás VSE Szombathely – Asker SK 4:2                  |
| Jetsmark SK – SG Zürich 1½:4½                           |
| SF Berlin 1903 – SG Solingen 4½:1½                      |
| Gambit-Aseko Skopje – Najden Wojnow Widyń 1½:4½         |
| Accres Apeldoorn – Leidsch SG 3:3                       |
| e2e4.org.uk – Aatos Helsinki 1½:4½                      |
| SztrafBat Ługańsk – Yapı Kredi SK 5:1                   |
| White Rose Chess Club – SV Voerendaal 3½:2½             |
| VŠŠSM Wilno – Perfect 4:2                               |
| Marseille-Echecs – Le Cavalier Differdange 5½:½         |
| Slávia Caissa Czadca – Butrinti Saranda 4½:1½           |
| ŠD Radenska Pomgrad – Slavoj Ostrawa-Poruba 4:2         |
| Edinburgh Chess Club – K41 3:3                          |
| Veleçiku Koplik – Adare Chess Club 2:4                  |
| Expik Prisztina – Shqiponja Stanoc 3:3                  |
| Nidum Liberals – Gonzaga Chess Club 2½:3½               |

### Runda 6
Źródło: OlimpBase
30 września 2011
| SPBSzF Petersburg – OSG Baden-Baden 3:3                  |
| SOCAR-Azerbaijan – Tomsk-400 4:2                         |
| Ekonomist-SGSEU Saratów – A DAN DZO & PGMB Czernihów 4:2 |
| Jugra Chanty-Mansyjsk – Mika Erywań 2:4                  |
| Taflfélag Bolungarvíkur – SzSM-64 Moskwa 0:6             |
| Libertas Nereto – G-Team Nový Bor ½:5½                   |
| Bosna Sarajewo – Gros XT 4:2                             |
| ŽŠK Maribor – ŠD Tehcenter Ptuj 4½:1½                    |
| SF Berlin 1903 – Beer Sheva Chess Club 2½:3½             |
| Wieśninka-Gran Mińsk – Haladás VSE Szombathely 2½:3½     |
| Lunds ASK – SG Zürich 3½:2½                              |
| KSK 47 Eynatten – Oslo SS 3½:2½                          |
| Glasinac Sokolac – Taflfélagið Hellir 2:4                |
| Aatos Helsinki – KSK Rochade Eupen-Kelmis 2½:3½          |
| Najden Wojnow Widyń – SztrafBat Ługańsk 5:1              |
| Marseille-Echecs – SK Advisory Invest Baden 3½:2½        |
| White Rose Chess Club – VŠŠSM Wilno 2½:3½                |
| Slávia Caissa Czadca – La Tour d’Ans-Loncin 3:3          |
| Asker SK – SF Reichenstein 2½:3½                         |
| De Sprénger Echternach – Accres Apeldoorn 1½:4½          |
| SG Solingen – Tammer-Shakki 4:2                          |
| Leidsch SG – İSEK Aquamatch SK 5:1                       |
| Adare Chess Club – Jetsmark SK 2:4                       |
| SV Voerendaal – ŠD Radenska Pomgrad 2½:3½                |
| K41 – Gambit-Aseko Skopje 2½:3½                          |
| Perfect – Yapı Kredi SK 2:4                              |
| Edinburgh Chess Club – e2e4.org.uk 2½:3½                 |
| Le Cavalier Differdange – Gonzaga Chess Club 2½:3½       |
| Shqiponja Stanoc – Butrinti Saranda 1½:4½                |
| Slavoj Ostrawa-Poruba – Expik Prisztina 4:2              |
| Nidum Liberals – Veleçiku Koplik 2:4                     |

### Runda 7
Źródło: OlimpBase
1 października 2011
| OSG Baden-Baden – SOCAR-Azerbaijan 2:4                     |
| Mika Erywań – SPBSzF Petersburg 2½:3½                      |
| SzSM-64 Moskwa – Ekonomist-SGSEU Saratów 3:3               |
| G-Team Nový Bor – Haladás VSE Szombathely 5½:½             |
| Bosna Sarajewo – Lunds ASK 4½:1½                           |
| Taflfélagið Hellir – Jugra Chanty-Mansyjsk 1:5             |
| Tomsk-400 – KSK 47 Eynatten 5½:½                           |
| A DAN DZO & PGMB Czernihów – KSK Rochade Eupen-Kelmis 5½:½ |
| Beer Sheva Chess Club – ŽŠK Maribor 2½:3½                  |
| Gros XT – Taflfélag Bolungarvíkur 1½:4½                    |
| VŠŠSM Wilno – Libertas Nereto 1:5                          |
| Najden Wojnow Widyń – Marseille-Echecs 4:2                 |
| SF Reichenstein – Wieśninka-Gran Mińsk ½:5½                |
| ŠD Tehcenter Ptuj – Glasinac Sokolac 4:2                   |
| Oslo SS – Leidsch SG 3½:2½                                 |
| SG Zürich – ŠD Radenska Pomgrad 3:3                        |
| La Tour d’Ans-Loncin – SG Solingen 3½:2½                   |
| Jetsmark SK – SF Berlin 1903 1:5                           |
| Accres Apeldoorn – e2e4.org.uk 6:0                         |
| SztrafBat Ługańsk – Gambit-Aseko Skopje 4:2                |
| Yapı Kredi SK – SK Advisory Invest Baden 2:4               |
| Aatos Helsinki – Slávia Caissa Czadca 3:3                  |
| Adare Chess Club – White Rose Chess Club 1:5               |
| Gonzaga Chess Club – Asker SK ½:5½                         |
| Butrinti Saranda – De Sprénger Echternach 1½:4½            |
| İSEK Aquamatch SK – Slavoj Ostrawa-Poruba 4:2              |
| Tammer-Shakki – Veleçiku Koplik 6:0                        |
| SV Voerendaal – K41 2½:3½                                  |
| Perfect – Edinburgh Chess Club 5:1                         |
| Shqiponja Stanoc – Le Cavalier Differdange 3:3             |
| Expik Prisztina – Nidum Liberals – 3½:2½                   |

## Klasyfikacja
Źródło: OlimpBase
| Msc | Zespół                     | M | W | R | P | Pkt |
| --- | -------------------------- | - | - | - | - | --- |
| 1   | SPBSzF Petersburg          | 7 | 6 | 1 | 0 | 13  |
| 2   | SOCAR-Azerbaijan           | 7 | 6 | 0 | 1 | 12  |
| 3   | G-Team Nový Bor            | 7 | 5 | 1 | 1 | 11  |
| 4   | Ekonomist-SGSEU Saratów    | 7 | 5 | 1 | 1 | 11  |
| 5   | SzSM-64 Moskwa             | 7 | 5 | 1 | 1 | 11  |
| 6   | OSG Baden-Baden            | 7 | 5 | 1 | 1 | 11  |
| 7   | Bosna Sarajewo             | 7 | 5 | 1 | 1 | 11  |
| 8   | Jugra Chanty-Mansyjsk      | 7 | 5 | 0 | 2 | 10  |
| 9   | Mika Erywań                | 7 | 5 | 0 | 2 | 10  |
| 10  | A DAN DZO & PGMB Czernihów | 7 | 5 | 0 | 2 | 10  |
| 11  | Tomsk-400                  | 7 | 5 | 0 | 2 | 10  |
| 12  | ŽŠK Maribor                | 7 | 5 | 0 | 2 | 10  |
| 13  | Libertas Nereto            | 7 | 4 | 1 | 2 | 9   |
| 14  | Taflfélag Bolungarvíkur    | 7 | 4 | 1 | 2 | 9   |
| 15  | Najden Wojnow Widyń        | 7 | 4 | 1 | 2 | 9   |
| 16  | Wieśninka-Gran Mińsk       | 7 | 4 | 0 | 3 | 8   |
| 17  | SF Berlin 1903             | 7 | 4 | 0 | 3 | 8   |
| 18  | Accres Apeldoorn           | 7 | 3 | 2 | 2 | 8   |
| 19  | Beer Sheva Chess Club      | 7 | 4 | 0 | 3 | 8   |
| 20  | KSK 47 Eynatten            | 7 | 3 | 2 | 2 | 8   |
| 21  | Oslo SS                    | 7 | 4 | 0 | 3 | 8   |
| 22  | KSK Rochade Eupen-Kelmis   | 7 | 3 | 2 | 2 | 8   |
| 23  | La Tour d’Ans-Loncin       | 7 | 3 | 2 | 2 | 8   |
| 24  | ŠD Tehcenter Ptuj          | 7 | 4 | 0 | 3 | 8   |
| 25  | Taflfélagið Hellir         | 7 | 3 | 2 | 2 | 8   |
| 26  | Lunds ASK                  | 7 | 4 | 0 | 3 | 8   |
| 27  | Haladás VSE Szombathely    | 7 | 3 | 2 | 2 | 8   |
| 28  | Gros XT                    | 7 | 3 | 1 | 3 | 7   |
| 29  | SG Zürich                  | 7 | 3 | 1 | 3 | 7   |
| 30  | Marseille-Echecs           | 7 | 3 | 1 | 3 | 7   |
| 31  | White Rose Chess Club      | 7 | 3 | 1 | 3 | 7   |
| 32  | ŠD Radenska Pomgrad        | 7 | 3 | 1 | 3 | 7   |
| 33  | VŠŠSM Wilno                | 7 | 3 | 1 | 3 | 7   |
| 34  | SK Advisory Invest Baden   | 7 | 3 | 1 | 3 | 7   |
| 35  | SztrafBat Ługańsk          | 7 | 3 | 1 | 3 | 7   |
| 36  | Asker SK                   | 7 | 3 | 0 | 4 | 6   |
| 37  | Glasinac Sokolac           | 7 | 3 | 0 | 4 | 6   |
| 38  | Tammer-Shakki              | 7 | 3 | 0 | 4 | 6   |
| 39  | SG Solingen                | 7 | 3 | 0 | 4 | 6   |
| 40  | Leidsch SG                 | 7 | 2 | 2 | 3 | 6   |
| 41  | Slávia Caissa Czadca       | 7 | 2 | 2 | 3 | 6   |
| 42  | İSEK Aquamatch SK          | 7 | 3 | 0 | 4 | 6   |
| 43  | Aatos Helsinki             | 7 | 2 | 2 | 3 | 6   |
| 44  | De Sprénger Echternach     | 7 | 3 | 0 | 4 | 6   |
| 45  | Jetsmark SK                | 7 | 3 | 0 | 4 | 6   |
| 46  | SF Reichenstein            | 7 | 3 | 0 | 4 | 6   |
| 47  | Yapı Kredi SK              | 7 | 2 | 1 | 4 | 5   |
| 48  | Gambit-Aseko Skopje        | 7 | 2 | 1 | 4 | 5   |
| 49  | Perfect                    | 7 | 2 | 1 | 4 | 5   |
| 50  | K41                        | 7 | 2 | 1 | 4 | 5   |
| 51  | e2e4.org.uk                | 7 | 2 | 1 | 4 | 5   |
| 52  | Butrinti Saranda           | 7 | 2 | 0 | 5 | 4   |
| 53  | Slavoj Ostrawa-Poruba      | 7 | 2 | 0 | 5 | 4   |
| 54  | Adare Chess Club           | 7 | 2 | 0 | 5 | 4   |
| 55  | Gonzaga Chess Club         | 7 | 2 | 0 | 5 | 4   |
| 56  | SV Voerendaal              | 7 | 1 | 1 | 5 | 3   |
| 57  | Edinburgh Chess Club       | 7 | 1 | 1 | 5 | 3   |
| 58  | Le Cavalier Differdange    | 7 | 1 | 1 | 5 | 3   |
| 59  | Expik Prisztina            | 7 | 1 | 1 | 5 | 3   |
| 60  | Veleçiku Koplik            | 7 | 1 | 1 | 5 | 3   |
| 61  | Shqiponja Stanoc           | 7 | 0 | 3 | 4 | 3   |
| 62  | Nidum Liberals             | 7 | 0 | 0 | 7 | 0   |